# Llac Manicouagan

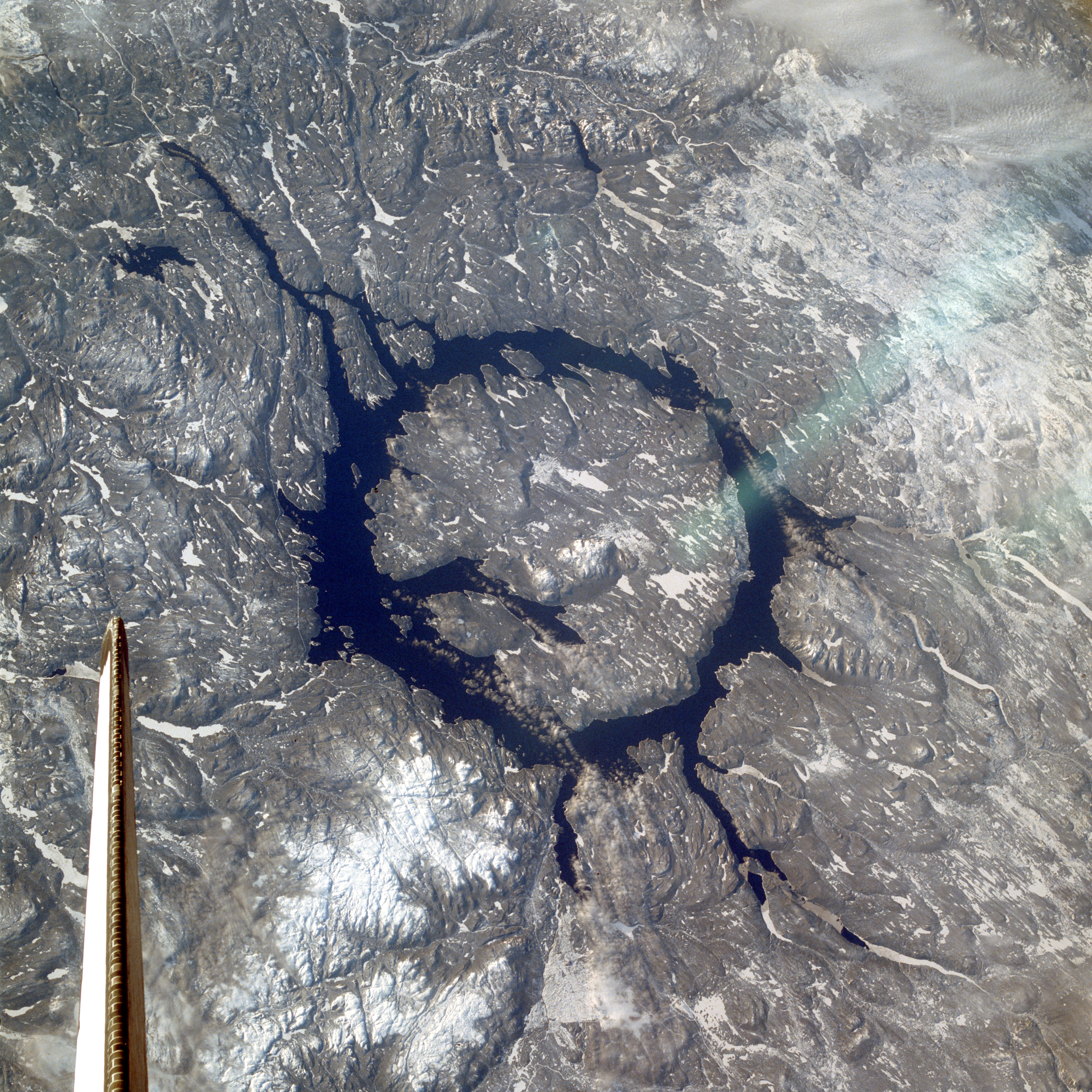
El Llac Manicouagan vist des del transbordador espacial, 1983

El Llac Manicouagan és un llac anular format a partir d'un cràter trobat al centre de la península de Labrador, al Canadà. És un dels cràters d'impacte de meteorit més grans de la Terra.
Al centre del llac es troba una illa, anomenada René-Levasseur. El meteorit que formà el cràter va impactar contra el planeta fa uns 206-214 milions d'anys, durant el principi del Triàsic. El meteorit mesurava uns 5 quilòmetres de diàmetre, i el cràter original tenia una amplada d'uns 100 quilòmetres, i actualment mesura 99,99 quilòmetres. El llac i l'illa del centre són visibles des de l'espai, la qual cosa ha ocasionat que el llac Manicouagan sigui de vegades anomenat «l'ull del Quebec».
S'ha especulat que el cràter que va crear el llac Manicouagan fou format pel meteorit que podria haver causat l'extinció del Triàsic-Juràssic, però observacions geològiques més detallades van demostrar que l'impacte va ocórrer dotze milions d'anys abans de l'esdeveniment i que, per tant, no podia ser la causa de la extinció.
El llac Manicouagan és subjecte d'un projecte hidroelèctric iniciat per la administració pública Hydro-Québec, que s'encarrega de distribuir electricitat pel Quebec. La presència humana al llac Manicouagan a causa d'aquest projecte ha permès la construcció d'una autopista que facilita considerablement l'accés al llac.